# Grenaa

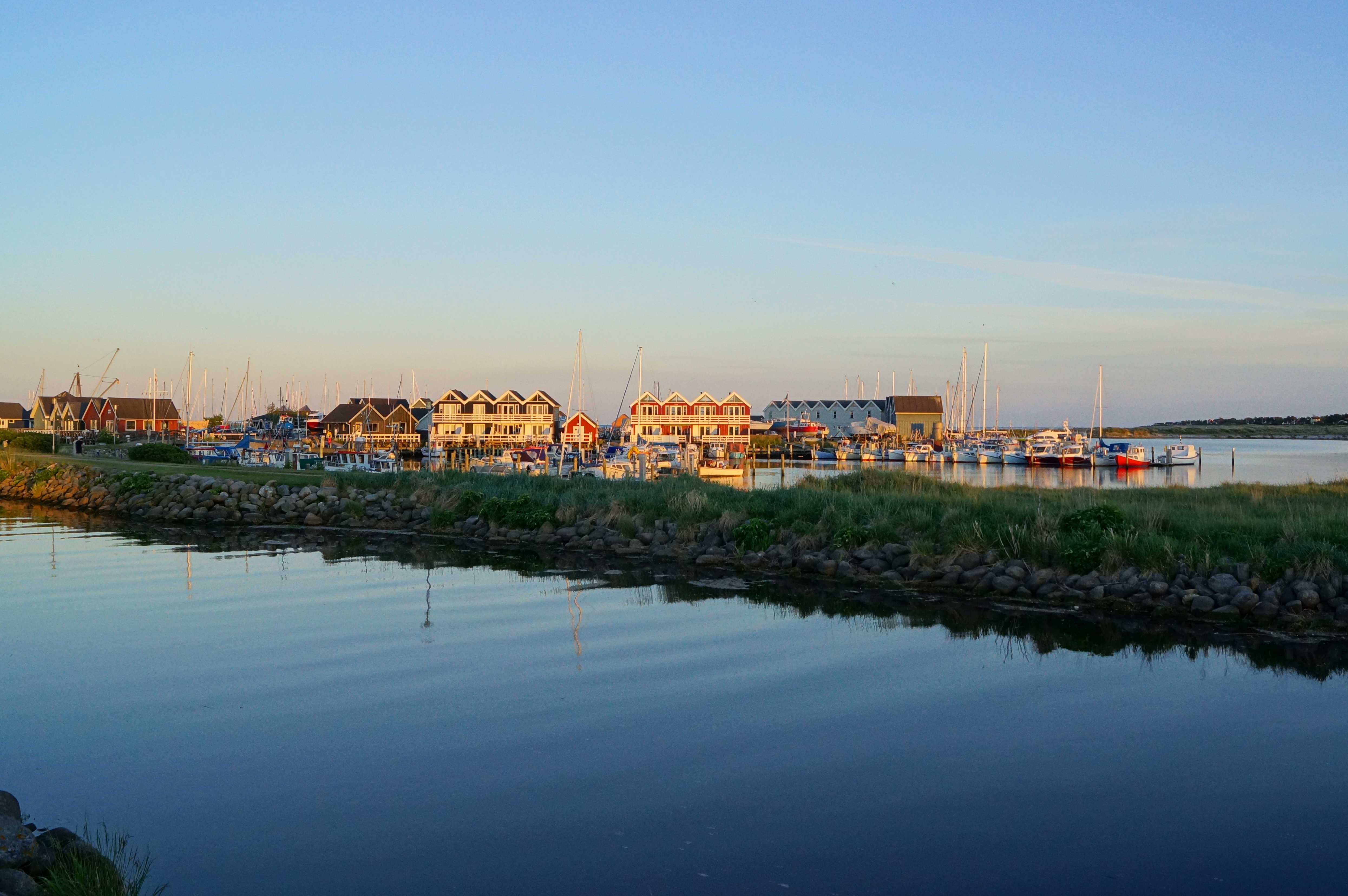
Grenaa Marina

Grenaa (también, Grenå) es una ciudad situada en el municipio de Norddjurs, región de Jutlandia Central, Dinamarca. Tiene una población estimada, a inicios de 2024, de 14 096 habitantes.
Es la sede administrativa del municipio y la ciudad comercial y manufacturera más grande de la península de Djursland. La ciudad también cuenta con un importante puerto comercial, que todavía está en expansión.

## Historia
Grenaa probablemente se construyó alrededor del año 1200, pero algunas fuentes escritas indican que puede ser incluso más antigua. Se desconoce cuándo recibió sus primeros privilegios de ciudad comercial. La ciudad está construida sobre un puerto fluvial natural cerca del mar y la ubicación ofrecía buenas oportunidades para el transporte marítimo.
El transporte marítimo constituía una parte importante de la economía de la ciudad, y había un tráfico regular de leña, cereales, malta y productos alimenticios hacia Copenhague y Noruega, donde el hierro y la madera eran los productos más demandados.

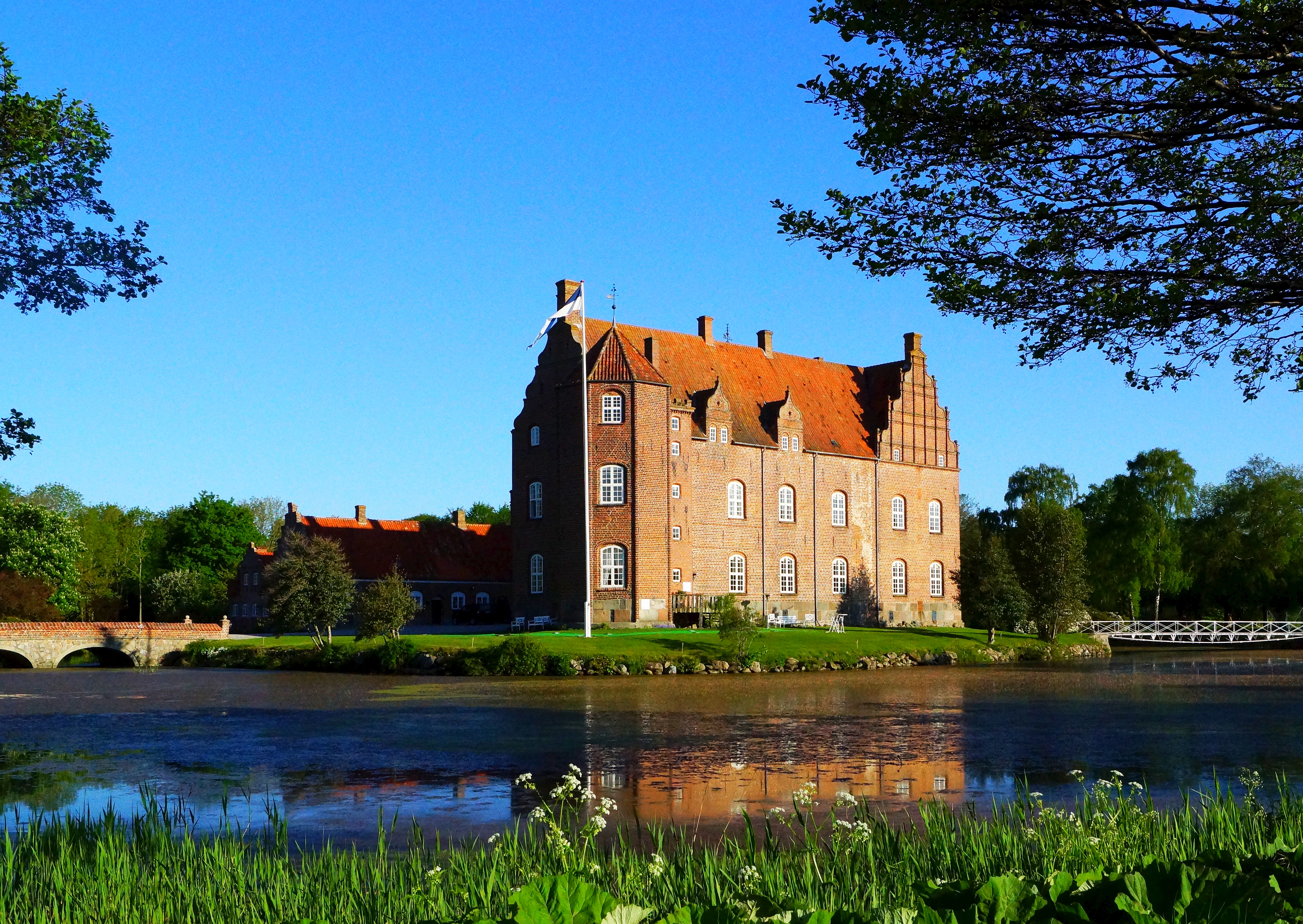
Castillo de Katholm

La ciudad creció de manera constante durante la Edad Media, pero en el siglo XVI la acumulación de arena se convirtió en un problema cada vez mayor para la ciudad. A principios del siglo XVII fue azotada por una violenta tormenta de arena que impidió por un tiempo navegar hacia la ciudad. La caída del nivel de agua y los recurrentes amontonamientos de arena impidieron la navegación.
En los años siguientes la ciudad quedó prácticamente paralizada. Hacia el siglo XVII volvió a funcionar como un puerto fluvial, donde los barcos podían refugiarse. Pero las marejadas ciclónicas y la sedimentación recurrente impidieron el acceso al puerto durante largos períodos. Por tal motivo comenzaron a realizarse los primeros bocetos para la construcción de un puerto marítimo con muelles en la desembocadura del río. 
A finales del el siglo XIX la ciudad experimentó un gran crecimiento. Los trabajos de drenaje, la llegada del ferrocarril y la construcción del puerto aportaron grandes ingresos a la ciudad. El desarrollo urbano comenzó a extenderse hacia el puerto.
En el siglo XX el turismo también ganó importancia, con la construcción de hoteles junto a la playa. Sin embargo, la ciudad todavía era en gran medida una ciudad industrial, y alrededor de 1960 poco menos de la mitad de la población activa se dedicaba a la industria y la artesanía. En particular, la industria textil era de gran importancia y el tejido a vapor se había convertido en la actividad principal.
En 2002, la empresa textil Dampvæveriet cerró definitivamente después de muchos años de decadencia. Sin embargo, la ciudad ha logrado atraer nuevos tipos de empresas industriales, entre otros en los rubros papelero y alimentario. Además, el turismo desempeña un papel cada vez mayor y el centro Kattegat (inaugurado en 1992) es una de las principales atracciones turísticas del país.

## Cultura
La iglesia de Grenaa, originalmente consagrada a Santa Gertrudis, data de ca. 1400. Está construida con ladrillo y sillar, es de estilo gótico, con una sola torre en la fachada occidental. Tras un incendio, fue remodelada en la década de 1650. El chapitel es de 1870.
En el centro de la ciudad se conservan aún edificios de madera del siglo XVIII. Quizás el mejor representante de este tipo de arquitectura es Grenaa Gamle Købmandsgård, un palacete que perteneció a un antiguo comerciante y que hoy es sede del Museo de Djursland y del Museo de Pesca de Dinamarca. El molino de Baunhøj, uno de los símbolos de la ciudad, es una réplica de un molino holandés que se ubica en el punto más alto de Grenaa, a 37 m sobre el nivel del mar. El original, erigido en 1849, fue destruido en 2002 por un incendio.
Kattegatcentret es un acuario y centro científico inaugurado en 1993. Posee una colección de fauna marina del Kattegat y de regiones tropicales y es la principal atracción de la ciudad. Es visitado por decenas de miles de personas anualmente.
Dansk Motor- og Maskinsamling es una prominente colección independiente de motores, con especial énfasis en la era dorada de la industria danesa (1890-1930). Se considera la principal colección de maquinaria histórica en la Europa del Norte.
Kulturhuset Pavillonen, inaugurado en 1902, es el centro cultural que sirve a toda la región de Djursland. En él se celebran exposiciones artísticas, conciertos, obras de teatro, etc.
La Biblioteca de Grenaa es la principal de la red de bibliotecas de Norddjurs. Entre las instituciones educativas de la ciudad se encuentran el Gymnasium de Grenaa, la Escuela Técnica de Grenaa, el IT-College Denmark (antes Gymnasium Técnico de Grenaa) y la Escuela de Comercio de Grenaa.
Grenaa Idrætscenter (Centro Deportivo de Grenaa) son las instalaciones deportivas de la ciudad que incluyen estadio de fútbol, multisala, piscina, entre otros varios espacios.